# Divisione fanteria "Cacciatori d'Africa"
La Divisione fanteria "d'Africa" o 40ª Divisione fanteria "Cacciatori d'Africa" è stata una grande unità del Regio Esercito durante la seconda guerra mondiale in Africa Orientale Italiana. Il nome derivava dal corpo dei Cacciatori d'Africa del Regio Esercito.

## Storia
I piani di mobilitazione del Regio Esercito prevedevano, in caso di guerra, la costituzione di una divisione di fanteria ordinaria direttamente nel vicereame d'Africa Orientale Italiana, con personale residente in colonia richiamato dal congedo, armato ed equipaggiato con materiale preposizionato in Etiopia. L'organico previsto era quello della divisione ordinaria di fanteria, ovvero due reggimenti di fanteria ed una legione CC.NN., tutti su tre battaglioni, un reggimento di artiglieria divisionale su tre gruppi e servizi divisionali.
Le truppe in Africa Orientale Italiana non dipendevano dallo Stato Maggiore Generale ma erano agli ordini diretti del Viceré d'Etiopia S.A.R. il Principe Amedeo di Savoia Duca d'Aosta. Le unità operative erano le due divisioni "Granatieri di Savoia" e "Cacciatori d'Africa" (come detto in posizione quadro), 31 Battaglioni CC.NN. d'Africa, 35 brigate coloniali (parte delle quali formavano 12 Divisioni coloniali) oltre a vari raggruppamenti bande indigene e al Raggruppamento Dubat.
Dopo la dichiarazione di guerra da parte Regno d'Italia, il Comando della Divisione fanteria "d'Africa", a volte indicata come 40ª Divisione fanteria "Cacciatori d'Africa", fu attivato il 27 luglio 1940 ma gli organici non vennero raggiunti in quanto già dall'inizio delle ostilità il Corno d'Africa era irraggiungibile via terra e via mare dalla patria. Nel maggio 1940 venne attivato il 211º Reggimento fanteria "Pescara" su soli due battaglioni, seguito nel giugno-luglio successivo dal 210º Reggimento fanteria "Bisagno", anch'esso su due battaglioni. Della prevista 10ª Legione CC.NN. vennero costituiti solo il III ed il XV Battaglione CC.NN. e venne attivato un solo gruppo da 65/17 del previsto reggimento di artiglieria da campagna.
Dalla data della sua costituzione in luglio 1940 al marzo 1941 i reparti della divisione erano schierati a difesa della capitale Addis Abeba. Da fine marzo i reparti seguirono destini diversi: il XV Battaglione CC.NN. rimase nella capitale; il 210º Reggimento "Bisagno" ed il gruppo d'artiglieria furono aggregati alla 65ª Divisione fanteria "Granatieri di Savoia" e schierati lungo il fiume Auasc; il 211º Reggimento "Pescara" venne posto alle dirette dipendenze del Comando Superiore AOI ed assegnato alla difesa del massiccio dell'Amba Alagi; ll Comando di Divisione, pur mantenendo la dipendenza di tutto l'organico assegnato, fu inviato il 31 marzo, insieme al III Battaglione CC.NN. ed al XVIII Battaglione misto genio d'Africa, a Dessiè.

### Operazioni a Dessiè ed in Dancalia
Per la difesa del ridotto di Dessiè il Comando Divisione inquadrava anche il XI ed il XII Battaglione CC.NN., il XXXII Battaglione Coloniale della Dancalia, il XL ed il LXX Battaglione Coloniale del Goggiam, il XI Gruppo Squadroni Coloniale appiedato, il Battaglione Presidiarlo di Assab, un Battaglione della Regia Marina, due batterie da 105/28, tre da 77/28, tre da 76/40, due da 75/13 e due da 75/46. Queste forze avevano il compito di difendere il massiccio dell'Amba Alagi da eventuali avanzate da sud (Addis Abeba) e da est (Dancalia). Dopo l'occupazione di Addis Abeba il 5 aprile, le forze britanniche iniziarono l'avanzata verso nord, venendo in contatto con i reparti del Comando Divisione "Cacciatori d'Africa" il 17 aprile. Nei giorni seguenti si sviluppò l'offensiva di forze blindate e corazzate inglesi, appoggiate da violenti bombardamenti aerei, tendente a spezzare la linea italiana in due tronconi. Le forze della divisione resistettero tenacemente fino al 22 aprile, ripiegando poi sulla seconda linea di difesa. Le forze inglesi, superiori in uomini e mezzi, continuarono ad avanzare ed il 26 aprile cadde Dessiè con le truppe ivi attestate. Il Comando Divisione ripiegò prima su Batiè, poi su Tendahò, dove riorganizzò i reparti superstiti ed altre unità dislocate in Dancalia. Il 6 maggio esso disponeva, per la difesa della Dancalia, di quattro bande cammellate, del II Battaglione Costiero Coloniale, di un battaglione autocarrato della Regia Aeronautica, di una compagnia fucilieri della Regia Marina e di una batteria di artiglieria; era appoggiato inoltre da forze irregolari del Sultano dell'Aussa. L'unità fu costretta a difendersi dagli attacchi dei ribelli abissini fino al 15 maggio 1941, quando i pochi resti della divisione si ritirarono ad Assab.

### Operazioni sull'Amba Alagi
Il 211º Reggimento fanteria "Pescara" era schierato a difesa del lato sul lato sud del massiccio dell'Amba Alagi, sulla direttrice di Dessiè, difesa dal Comando di Divisione. Quando il 26 aprile questa cadde, gli inglesi puntarono a nord, dando inizio alla battaglia dell'Amba Alagi. Venne investito prima il lato est del massiccio, poi il lato sud, tenuto appunto dal "Pescara". Ormai circondato, il 6-7 maggio il reggimento venne attaccato sul monte Korarsi ma continuò a resistere, contrattaccando. Dal 14 maggio la situazione precipitò ed il 19 il reggimento e le altre unità superstiti capitolarono.

### Operazioni sul torrente Auash
Il 210º Reggimento fanteria "Bisagno", con il gruppo d'artiglieria, lasciò Addis Abeba il 21 marzo, per attestarsi lungo il fiume Auasc a copertura di eventuali attacchi dalla Somalia. Con l'evolversi degli eventi, il 1º aprile il I Battaglione venne inviato a Dessiè per essere riaggregato al Comando di Divisione, ma fu intercettato da forze ribelli e dalle avanguardie inglesi ed il 7 aprile venne catturato. Il Comando di Reggimento ed il II Battaglione furono trasferiti a sud di Addis Abeba, nella zona dei Galla e Sidama, e posti alle dipendenze della 25ª Divisione coloniale. Qui partecipò ad azioni difensive sulla Stretta di Sella Herà (5 aprile) e sulla Stretta di Coffolè (14-16 aprile), continuando a combattere a copertura del ripiegamento su Soddu, dal 13 al 22 maggio.

### Lo scioglimento
Il Comando della Divisione fanteria "Cacciatori d'Africa" si considera sciolto per eventi bellici il 15 maggio ad Assab, in Dancalia. I due reggimenti di fanteria si sciolsero anch'essi in zona di operazioni: il 211º Reggimento fanteria "Pescara" si sciolse il 19 maggio 1941, sulle sue posizioni sull'Amba Alagi; il 210º Reggimento fanteria "Bisagno" si sciolse il 28 maggio 1941 a Soddu, nella regione dei Galla Sidama.

## Ordine di battaglia: 1940
- 210º Reggimento fanteria "Bisagno"
  - I Battaglione
  - II Battaglione
- 211º Reggimento fanteria "Pescara"
  - I Battaglione
  - II Battaglione
- III Battaglione CC.NN.
- XV Battaglione CC.NN.
- un gruppo artiglieria da 65/17
- XVIII Battaglione misto genio d'Africa
- servizi divisionali

## Comandanti
- Generale di brigata Giovanni Varda